# Єжманова (гміна)
Гміна Єжманова (пол. Gmina Jerzmanowa) — сільська гміна у південно-західній Польщі. Належить до Глоговського повіту Нижньосілезького воєводства.
Станом на 31 грудня 2011 у гміні мешкало 4319 осіб.

## Площа
Згідно з даними за 2007 рік площа гміни становила 63.44 км², у тому числі:
- орні землі: 62.00%
- ліси: 26.00%

Таким чином, площа гміни становить 14.32% площі повіту.

## Населення
Станом на 31 грудня 2011:
| Опис     | Загалом | Загалом | Чоловіки | Чоловіки | Жінки | Жінки |
| -------- | ------- | ------- | -------- | -------- | ----- | ----- |
| одиниця  | осіб    | %       | осіб     | %        | осіб  | %     |
| все      | 4319    | 100     | 2162     | 50.06    | 2157  | 49.94 |
| міське   | 0       | 100     | 0        |          | 0     |       |
| сільське | 4319    | 100     | 2162     | 50.06    | 2157  | 49.94 |

## Сусідні гміни
Гміна Єжманова межує з такими гмінами: Глогув, Грембоцице, Польковіце, Радваніце, Жуковіце.